# Dánia világörökségi helyszínei
Dánia területéről eddig tizenegy helyszín került fel a világörökségi listára, öt helyszín a javaslati listán várakozik a felvételre.
| | Jelling viking emlékei |
| 1994, kisebb módosítás: 2018 |                        |
| Kulturális (III) |                        |
| Védett terület: 12,7 ha, puffer zóna: 59,2 ha, hivatkozás: 697 |                        |
| Dánia egyik legfontosabb temetkezési helye, mely a vikingek erejéről és hatalmáról tanúskodik, Jelling temploma előtt található. A Jelling-együttes, főleg a temetkezési dombok és a rúnaírásos kövek az északi pogány kultúra jelentős emlékei. A 60 és 77 méter átmérőjű temetkezési halmok között áll a templom, a hozzá tartozó temetkezési körzet Dánia kereszténységre való áttérésének emlékműve. A nagyobbik, 980 körül faragott rúnakövön látható Skandinávia eddig ismert legkorábbi Krisztus-ábrázolása. Az északabbra fekvő temetkezési halomba a 9. század végén a még pogány Gorm király temettette el feleségét Thyra királynét, majd halála után őt is mellé temették. Maradványaikat fiuk, Kékfogú Harald, az ország első keresztény királya temettette újra az akkor elkészült fatemplomba. A kisebb rúnakövet a királyné halálakor állíttatta férje, rajta egy, a feleségének címzett felirattal. A mostani templom legalább már a negyedik ugyanazon a helyen, három korábbi fatemplom tűzvészekben pusztult el. A jelenlegi kőtemplomban találták meg a 19. század végén az ország eddig ismert legrégebbi, 1100 körül keletkezett falfestményeit. |                        |

| | Roskildei székesegyház |
| 1995 |                        |
| Kulturális (II)(IV) |                        |
| Védett terület: 0,4 ha, puffer zóna: 1,5 ha, hivatkozás: 695 |                        |
| A 12-13 században román-gótikus stílusban épített Roskilde-székesegyház Skandinávia legrégebbi téglából készült katedrálisa, a 15. századtól a dán királyok temetkezőhelye. Az építkezés megkezdésére Absalon püspök, Koppenhága alapítója adott megbízást 1170-ben. Eredeti, román stílusú szerkezetét megváltoztatták, a kereszthajó hátrébb került, a kórus tervezett tornyait pedig a templom nyugati széléhez építették fel. A munkálatok nagy részét a 13. század végén befejezték, csak a tornyok készültek el körülbelül egy évszázaddal később. Az épület belső terét a 19. században oldalkápolnákkal és egy előcsarnokkal bővítették. A reformáció idején számos középkori berendezési tárgya eltűnt és egy 1806-os árverésen további műkincseit adták el. A templomban 37 dán király és királyné sírhelye található meg, akiket díszesen kifaragott kőkoporsókban temettek el. A Roskilde óvárosa fölé magasodó székesegyház egész Észak-Európában hatással volt kora építészetére. |                        |

| | Kronborg-kastély |
| 2000 |                  |
| Kulturális (IV) |                  |
| Hivatkozás: 696 |                  |
| A Kronborg-kastély a Dánia és Svédország közötti legkeskenyebb tengerszoros partján áll, és kezdetektől fogva kiemelkedő stratégiai jelentősége volt. A reneszánsz épületegyüttest 1574-ben kezdték építeni II. Frigyes utasítására egy korábban ott álló erőd helyén, amely már régebben is felügyelete alatt tartotta a vízi útvonalat. A négyszögletes alaprajzú kastély egy 1629-es tűzvészben olyan súlyosan károsodott, hogy csak a falai maradtak meg. Az akkor uralkodó IV. Keresztély elrendelte, hogy eredeti formájában építsék újra. Később III. Frigyes és V. Keresztély idejében erődítményeket építettek hozzá, majd IV. Frigyes alatt újabb átalakítások következtek. Az 1700-as években építették ki kiterjedt kazamatarendszerét, majd 1785-ben a hadsereg birtokába került. Azóta nem történtek rajta komolyabb átépítések. Jelentős műkincse tizennégy, a dán uralkodókat ábrázoló faliszőnyege, amelyből hetet a kastélyban, a másik hetet múzeumban őriznek. A hely Shakespeare Hamlet című színdarabjában is szerepel Helsingør váraként. |                  |

| | Ilulissat-jégfjord |
| 2004, kisebb módosítás: 2019 |                    |
| Természeti (VII)(VIII) |                    |
| Védett terület: 399 800 ha, puffer zóna: 64 890 ha, hivatkozás: 1149 |                    |
| Grönland nyugati partján, a sarkkörtől 250 kilométerre északra fekvő Illulisat-jégfjordon keresztül éri el a Sermeq Kujalleq gleccser jege az Atlanti-óceánt. Ez az egyik leggyorsabban mozgó gleccser a világon, naponta körülbelül 20 métert tesz meg. Évente körülbelül 35 köbkilométer jeget termel. Ez a grönlandi jéghegyek 10 százaléka, ezzel az Antarktiszon kívüli legtermékenyebb gleccser. Helyenként 3 000 méter vastag grönlandi jégtakaróból folyik az óceánba, a parton hatalmas jégtömbök szakadnak le róla és dél felé sodródnak. Egy ilyen elsodródott jégtömb okozta a Titanic katasztrófáját. A jéghegyek akár 100 méterrel is a tengerszint fölé magasodhatnak. A jégfjord és a gleccser 250 éve tudományos kutatások tárgya és fontos információforrás a gyorsuló klímaváltozás idején, amikor ezek a kutatások egyre jobban felértékelődnek. A térség 985-től a 18. századig lakott volt, először skandinávok, később felfedezők és az őket követő bálnavadászok éltek itt. A világörökségi helyszínhez az egykori lakosok régészeti hagyatéka is hozzátartozik. |                    |

| | Watt-tenger |
| Dánia, Hollandia és Németország közös világörökségi helyszíne |             |
| 2009, kiterjesztés: 2014 |             |
| Természeti (VIII)(IX)(X) |             |
| Védett terület: 1 143 403 ha, hivatkozás: 1314 |             |
| A tenger része a világ legnagyobb összefüggő árapálysíkságjának, amely Európa északnyugati partvidéke és a Fríz-szigetek között terül el. Tágabb értelemben véve a hollandiai Den Heldertől Németország északnyugati partjain át a dániai Esbjergig húzódó watt-típusú tengerpartokat is a Watt-tengerhez sorolják. Hossza mintegy 500 kilométer. A tengerparti sávot kiterjedt fövenyes partok, homokdűnék, tengerifű-telepek és iszapos lapályok jellemzik, és körülbelül tízezer növény- és állatfaj élőhelyét biztosítják. A területen minden évben több millió vándormadár talál magának pihenőhelyet. Az utolsó jégkorszakot követően keletkezett legfeltűnőbb tájeleme a Nyugati-Fríz-szigetek öt tagja. Az itt jelenlévő ökoszisztéma árapályon alapul, a tenger drámai szintkülönbségeket produkál. Ez az egyik utolsó érintetlen ökoszisztéma Európa északi partvidékén. Különlegessége abból is áll, hogy szinte teljesen árapálysíkság nagyon kevés folyóvízi hatással. A veszélyeztetett tengeri állatok közül megtalálható itt a borjúfóka, a kúpos fóka és a barna delfin. |             |

| | Stevns Klint |
| 2014 |              |
| Természeti (VIII) |              |
| Védett terület: 50 ha, hivatkozás: 1416 |              |
| Stevns Klint egy körülbelül 15 kilométeres, fosszíliákban gazdag partszakasz. Üledékrétegeiben felismerhető a Chicxulub meteor becsapódásának hatása, amely 65 millió évvel ezelőtt a kréta földtörténeti kor végén történt. A helyszínen megtalálhatók a becsapódás okozta hamufelhők nyomai még ekkora távolságra is a becsapódási helytől, ami a mexikói Yucatán-félszigetnél történt. Az előkerült fosszíliák három, a kréta kor végéhez köthető ökoszisztéma maradványai. Az egyik a becsapódás előtti állapotot mutatja, a második azokról a fajokról tudósít amelyek túlélték a becsapódást követő tömeges kihalási periódust, a harmadik pedig annak a kornak a lenyomata amikor az élővilág újra fejlődésnek indult és megszaporodtak az állat- és növényfajok. A partszakasz nem teljesen összefüggő terület, egy részén bánya működik. A parti táj képe képe az erózió következtében az átlagosnál gyorsabban változik, időnként a sziklafalról nagyobb kőtömbök szakadnak le. A partszakaszon elhagyott kőfejtők és egykor katonai célokra használt alagutak is megtalálhatók. |              |

| | Morvaországi eredetű egyházi települések, Christiansfeld |
| Az Amerikai Egyesült Államok, Dánia, az Egyesült Királyság és Németország közös világörökségi helyszíne |                                                          |
| 2015, kiterjesztés 2024 |                                                          |
| Kulturális (III)(IV) |                                                          |
| Védett terület: 21,2 ha, puffer zóna: 384,6 ha, hivatkozás: 1468 |                                                          |
| A Dél-Jütlandon fekvő Christiansfeld városát a Herrnhuti Testvérgyülekezet alapította 1773-ban. Épületei kialakításakor és elrendezésekor kifejezésre juttatták egyházuk társadalmi és etikai normáit. A település a legjobb állapotban megmaradt egy központi templomtér köré kialakított kolónia Észak-Európában. A város rendkívül jó állapotú, két kelet-nyugati irányú érintő mellett kialakított épületekből áll, amihez a városon kívül jelölték ki a temető helyét. Az egységes kialakítású, dísztelen egy- vagy kétszintes téglaépületeket piros cserepekkel fedték be, és külön házakat emeltek a gyülekezet árva és egyedülálló tagjainak. A nagyrészt eredeti városszerkezetben látható épületek többsége az 1830-as évekből származik, egy részüket ma is használják. A Herrnhuti testvérgyülekezet napjainkban is jelen van Dániában és jelentős segítséget nyújt a helyszín megőrzéséhez. 2024-ben a helyszínt három másik egyházi településsel egészítették ki, ezek Herrnhut (Németország), Bethlehem (Amerikai Egyesült Államok) és Gracehill (Egyesült Királyság). |                                                          |

| | Észak-Zealand királyi vadászterületei |
| 2015 |                                       |
| Kulturális (II)(IV) |                                       |
| Védett terület: 4 543 ha, puffer zóna: 1 612,7 ha, hivatkozás: 1469 |                                       |
| A helyszínhez korábban királyi vadászatokra fenntartott Store Dyrehave és Gribskov erdők, az ezeket összekötő utak maradványai és egy királyi vadászpark tartoznak. Eredetileg a királyi vadászatokra sokkal nagyobb területeket tartottak fenn, benne kastélyokkal. A vadászterületek mesterségesen kialakított kultúrtájak, amelyeket az udvari vadászatok igényeihez igazítottak. Kialakításukkor francia és német mintákat vettek alapul, csillag alakú elrendezést alkalmaztak, ami az uralkodónak a természet feletti szimbolikus hatalmát jelképezte. Az utak és épületek mellett a tájékozódást segítő számozott köveket és jelzéseket állítottak, kerítéseket építettek, az utakat számokkal látták el. A vadászterületek később állami tulajdonba kerültek. A korabeli térképek alapján megállapítható, hogy az erdők és a főbb útvonalak ma is úgy helyezkednek el mint kialakításuk idején. |                                       |

| | Kujataa, szubarktikus földművelés emlékei Grönlandon |
| 2017 |                                                      |
| Kulturális (V) |                                                      |
| Védett terület: 34 892 ha, puffer zóna: 57 227 ha, hivatkozás: 1536 |                                                      |
| Kujataa egy már korán mezőgazdasági célból hasznosított terület Grönland déli részén. A korai vadászó-gyűjtögető norvég eredetű népcsoportok emlékeit is őrzi, akik a 10. századtól kezdve érkeztek a területre Izlandról. Később, a 18. századtól norvég földművesek, valamint eszkimó gazdálkodók és vadászok kulturális különbségeik ellenére egy legeltetésen, földművelésen és a tengeri emlősök vadászatán alapuló kultúrtájat hoztak létre. Ez a terület volt az első ahol meghonosodott a sarkvidékhez közeli gazdálkodó életmód és itt telepedtek le norvég eredetű népcsoportok a legkorábban Európán kívül. |                                                      |

| | Aasivissuit és Nipisat - Inuit vadászterületek |
| 2018 |                                                |
| Kulturális (V) |                                                |
| Védett terület: 417 800 ha, hivatkozás: 1557 |                                                |
| Az északi sarkkörön belül, Grönland nyugati részén fekvő helyszín 4 200 évnyi emberi jelenlétről tanúskodik. Halász, vadász és gyűjtögető közösségek egy organikusan fejlődő, tengeri és szárazföldi állatok vadászatán alapuló kultúrtájat hoztak itt létre. Nagyméretű közösségi házakat építettek és csoportosan vadásztak például karibura. A régészeti feltárások során a különböző lelőhelyeken i. e. 2500-700, i. e. 800-i. sz. 1. század között keletkezett leleteket találtak, ezen kívül a 13. és a 18. századtól datálható emlékeket. A vadászterület több részből áll, épületekből, régészeti helyszínekből, különböző felszíni formák, folyók, fjordok együtteséből és ökoszisztémákból. Természeti erőforrások is tartoznak hozzá, például a halászó-vadászó közösségeket eltartó karibucsordák és egyéb állatfajok. Ezen kívül része az itt élők kulturális öröksége és felhalmozott ismeretanyaga a környezetről, az időjárásról, a hajózásról stb. A hideg klímának köszönhetően a régészeti leletek, műtárgyak jó állapotban maradtak meg, viszont a területet védeni kell a külső hatásoktól, például a jövőbeli bányászati projektektől. |                                                |

| | Viking gyűrűerődök |
| 2023 |                    |
| Kulturális (III)(IV) |                    |
| Védett terület: 51 ha, puffer zóna: 16 820,8 ha, hivatkozás: 1660 |                    |
| Az öt régészeti lelőhely monumentális, egységes kialakítású gyűrű alakú viking erődökből áll. Aggersborg, Fyrkat, Nonnebakken, Trelleborg és Borgring erődítményei 970 és 980 között épültek. Az erődrendszer elemei stratégiailag fontos szárazföldi és tengeri útvonalak közelében helyezkedtek el és védelmi célokra használták fel a környező táj jellegzetességeit. Az erődök a Jelling-dinasztia központosított hatalmának megtestesítői, a dán birodalom 10. század végi társadalmi-politikai átalakulásának bizonyítékai. A viszonylag rövid ideig használt viking erődlánc a dinasztia hatalmi központosításának és a dán királyság Harald király alatti megszilárdításának jelképe. Mind az öt erődítmény föld alatt fekvő része teljes épségben maradt meg, föld feletti részük az erózió és az emberi tevékenység következtében különböző mértékben károsodott. Aggersborg, Fyrkat és Trelleborg legfontosabb szerkezeti elemei egyértelműen azonosíthatók a tájban, míg Borgring és a Nonnebakken erődök csak kis magasságba emelkednek ki. |                    |

## Elhelyezkedésük
| Ilulissat-jégfjord Aasivissuit–Nipisat Kujataa |